# 恩菲爾德鎮站
恩菲爾德鎮站（英語：Enfield Town railway station）是倫敦的一個車站，位於北倫敦恩菲爾德區，也是恩菲爾德最主要的車站之一。恩菲爾德鎮站屬於倫敦第5收費區，是倫敦地上鐵李河谷線切森特支線的終點站。

## 歷史
車站在1849年由東郡鐵路啟用，1886年4月1日車站重命名為恩菲爾德鎮站。
2012年，車站的營運權由全國快車轉移至大盎格利亞，而到了2015年車站交由倫敦地上鐵營運，車站加入倫敦地鐵路線圖。

## 列車服務
非高峰期為每小時2班列車，在高峰期為每小時4班列車。在托特納姆熱刺足球俱樂部比賽日期間，還會加開往白鹿巷站的特快列車。

## 接駁交通
倫敦巴士121、191、192、231、307、313、317、629、W8和W10線均到達靠近地鐵站的巴士站。